# پری (یوتا)
پری (به انگلیسی: Perry) شهری در ایالت یوتا کشور ایالات متحده آمریکا است که جمعیت آن در سرشماری سال ۲۰۱۰ میلادی، ۴٬۵۱۲ نفر بوده‌است.